# 马邈
马邈，三国蜀汉末年江油守将。

## 历史生平
炎兴元年（263年），曹魏伐蜀，十月，征西将军邓艾挑选精锐，从阴平小路无人之地隐蔽前进，邓艾用毛毡裹住自己，翻滚着下山，于是将士们也都攀缘山崖树木，鱼贯而进。镇西将军钟会正在攻打剑阁，派将军田章等从剑阁西前去江油，田章在距离江油不到百里处击破蜀军三队伏兵，会合邓艾，邓艾让田章先登。邓艾奇兵出现在江油，守将马邈投降。不久，邓艾灭蜀汉。

## 演义
马邈得知漢中已失后，虽然防备魏军，但只提防大路，又仗着姜维全军守住剑阁，不重视军情。当日操练人马回家，与妻李氏围着炉子饮酒。李氏问马邈为何屡闻边情甚急却全无忧色，马邈说大事自有姜维掌握，李氏说虽然如此马邈所守城池也重要。马邈说天子听信黄皓，溺于酒色，他料到祸不远了，如果魏兵到了，降之为上策，何必顾虑。李氏大怒，将唾沫吐在马邈脸上，说马邈身为男子却先怀不忠不义之心，枉受国家爵禄，无面目与他相见。马邈羞惭无语。忽然马邈家人慌忙入报说邓艾不知从何而来，引着二千余人一拥入城。马邈大惊，慌忙出去投降，拜伏于公堂之下，哭泣告称自己早就有心归降，愿招城中居民及本部人马尽降。邓艾准之，于是接收江油军马于部下调遣，即用马邈为向导官。忽报李氏自缢身死。邓艾向马邈问得实情，感其贤，令厚礼葬之，亲往致祭。魏人听闻的无不嗟叹。后人有诗赞：“后主昏迷汉祚颠，天差邓艾取西川。可怜巴蜀多名将，不及江油李氏贤。”
邓艾得到马邈所献地理图一本，备写涪城至蜀汉都城成都三百六十里山川道路，阔狭险峻，一一分明，看完后大惊，认为一旦被蜀军据住前山，迁延日久，姜维兵到，本军危险，于是唤部将师纂、子邓忠，吩咐他们引一军星夜去绵竹抵挡蜀军，自己随后便至，不可让蜀军先占险要。